# Anandyn Amar
Anandyn Amar (em mongol:  Анандын Амар; Khangal, 1886 — Leninsky, 10 de julho de 1941) foi o chefe de Estado da República Popular da Mongólia de 1932 a 1936. Amar serviu duas vezes como primeiro-ministro de 1928 a 1930 e novamente de 1936 a 1939. Um político amplamente respeitado, Amar era conhecido por sua defesa eloquente da independência da Mongólia em face da crescente dominação soviética. Apesar disso, ele se mostrou impotente para impedir que o Ministro do Interior Khorloogiin Choibalsan e o NKVD soviético realizassem expurgos em massa de quase 30 000 mongóis durante seu segundo mandato como primeiro-ministro entre 1937 e 1939. A popularidade de Amar acabou levando-o ao seu expurgo pelo pró-soviético Khorloogiin Choibalsan, que o acusou de contrarrevolução em 1939. Amar foi enviado a Moscou para julgamento e foi executado em 10 de julho de 1941.

## Início de vida e carreira
Amar (que significa literalmente "paz/pacífico" na língua mongol) nasceu em 1886 no atual distrito de Khangal da província de Bulgan (então chamada Daichin Van Khoshuu na província de Tüsheet Khan) no centro-norte da Mongólia. Filho de um nobre pobre, o "khokhi taij" ou "príncipe empobrecido" Anand. Amar estudou mongol, manchu e tibetano clássico na escola Khoshuu. Ele passou então de funcionário local para um cargo no Ministério das Relações Exteriores da Mongólia Autônoma de 1913 a 1919.
Ele se juntou ao Partido Popular da Mongólia em 1923, e foi eleito para o Presidium (Politburo) do Comitê Central do PRPM em agosto de 1924. Ele também serviu simultaneamente como membro do 1.º ao 7.º Pequeno Khural [en]. De 1923 a 1928, Amar serviu como vice-primeiro-ministro, ao mesmo tempo em que ocupou várias outras funções do governo em diferentes momentos, incluindo; Ministro das Relações Exteriores, Ministro do Interior e Presidente do Conselho Econômico.

## Primeiro-ministro (primeiro mandato)
Amar foi nomeado primeiro-ministro em 21 de fevereiro de 1928, após a morte de Balingiin Tserendorj. Os soviéticos, já desconfiados do prestígio que desfrutava na Mongólia, reduziram sua autoridade, designando-o prontamente para trabalhar no Instituto de Manuscritos. O primeiro mandato de Amar como primeiro-ministro terminou em 27 de abril de 1930.
De 1930 a 1932 ele foi presidente do comitê de ciência durante o qual escreveu dois livros; O Décimo Aniversário e Produção Científica (1931) e Sobre o Desenvolvimento do Roteiro Nacional da Mongólia (1933). De 1932 a 1936 atuou como presidente do presidium do Pequeno Khural (chefe de Estado titular).

## Breve História da Mongólia
Em 1934 foi o autor da Breve História da Mongólia. No prólogo ele escreveu:

“É realmente insuportavelmente triste que a etnia mongol, apesar de ter desde os tempos antigos e especialmente no tempo de Genghis Khan, percorrendo um caminho glorioso de desenvolvimento entre os países da Ásia e da Europa, nestes últimos dias tenha sido dividida em muitas partes, com alguns incapazes de proteger e salvaguardar suas raízes étnicas, costumes, terras e propriedades, reverenciando uma poderosa entidade estrangeira sem nenhum poder ou política para conduzir seus próprios negócios ou realizar ações pertinentes, não apenas se submetendo à autoridade alheia, mas realmente esforçando-se para cumprir as políticas e interesses de entidades estrangeiras. Nações imperialistas como os Manj (manchus) e Khyatad (chineses), que historicamente tentaram converter a nação mongol em suas lojas comerciais e estabelecer sua própria hegemonia enquanto fixavam os preços a seus próprios caprichos para fins de exploração, estão agora, neste exato momento, lutando entre si para converter nossa própria Mongólia Interior, idêntica nacionalmente, em sua loja de comércio. E é assim que a nação mongol da pecuária (Mongólia Interior e Exterior) decaiu tão baixo a ponto de cumprir o destino de se tornar uma loja comercial de outras nações.”

## Primeiro-ministro (segundo mandato)
Amar foi nomeado primeiro-ministro pela segunda vez (e simultaneamente ministro das Relações Exteriores) em 22 de março de 1936, após a remoção de Peljidiin Genden de ambos os cargos. Genden resistiu à pressão soviética para destruir as igrejas budistas da Mongólia e repreendeu publicamente Josef Stalin em uma recepção da Embaixada da Mongólia. Embora Amar fosse o novo primeiro-ministro, Khorloogiin Choibalsan tornou-se o novo favorito de Stalin e, como chefe do recém-criado Ministério de Assuntos Internos, era de facto a pessoa mais poderosa da Mongólia. Choibalsan aumentou seu poder em maio de 1936, quando ele teve as regras do Comitê de Assuntos Internos alteradas para facilitar a detenção de políticos de alto escalão sem primeiro consultar superiores políticos.
Pouco depois de se tornar primeiro-ministro em 1936, Amar e Dansranbilegiin Dogsom, o presidente do presidium do Pequeno Khural, irritaram Choibalsan e Moscou ao perdoar prisioneiros envolvidos no caso Lkhümbe em homenagem ao décimo quinto aniversário da revolução. Os inimigos de Amar, particularmente Choibalsan, usaram o evento para conectá-lo à fictícia rede de espionagem de Lkhümbe. Amar foi cada vez mais acusado de participar de atividades contrarrevolucionárias, fazendo com que Choibalsan exclamasse: “Devemos nos livrar desse encrenqueiro feudal Amar!”.

### Repressões stalinistas
Amar foi impotente para impedir os expurgos em grande escala que Choibalsan e os conselheiros do NKVD incorporaram no Ministério do Interior do país de 1937 a 1939. No primeiro julgamento público, encenado no Teatro Central de 18 a 20 de outubro de 1937, Amar chorou abertamente quando amigos íntimos foram condenados à morte.

### Expurgo
Por causa da popularidade contínua de Amar entre os mongóis, Stalin estava ansioso para eliminá-lo. Ele instruiu Choibalsan a fazer com que o líder do partido Dorjjavyn Luvsansharav lançasse uma campanha de propaganda contra o popular primeiro-ministro. Em 6 de março de 1939, Luvsansharav denunciou Amar em uma reunião ampliada do Comitê Central do PRPM dizendo que ele “ajudou conspiradores antigovernamentais, se opôs à prisão deles e negligenciou a defesa das fronteiras. Ele traiu seu próprio país e foi um traidor da revolução." Uma vez que Choibalsan apoiou a condenação, as opiniões dentro do Comitê Central rapidamente se voltaram contra Amar.
Quando Amar tomou a palavra em sua própria defesa, ele disse:
“Embora eu acredite em religião, a única coisa em que acredito ainda mais é que a Mongólia deve se manter firme para se tornar um país independente. Eu amo meu país. Demonstrei isso com meu trabalho. Fui um dos primeiros a me dedicar à causa do desenvolvimento do meu país, e meu coração está partido ao finalmente testemunhar a mim mesmo sendo chamado de traidor e sendo submetido a um castigo.”
Amar foi considerado culpado no final do julgamento de um dia. Ele foi afastado do cargo de primeiro-ministro, expulso do PRPM e depois preso pelo Ministério da Administração Interna. Em julho de 1939, o caso de Amar passou para o NKVD e Amar foi enviado para a cidade siberiana de Tchita e depois para Moscou. Com a remoção de Amar, Khorloogiin Choibalsan foi nomeado primeiro-ministro e tornou-se o líder incontestável da Mongólia, ocupando simultaneamente o cargo de primeiro-ministro, ministro de assuntos internos, ministro da guerra e comandante em chefe das forças armadas mongóis.

## Julgamento e execução

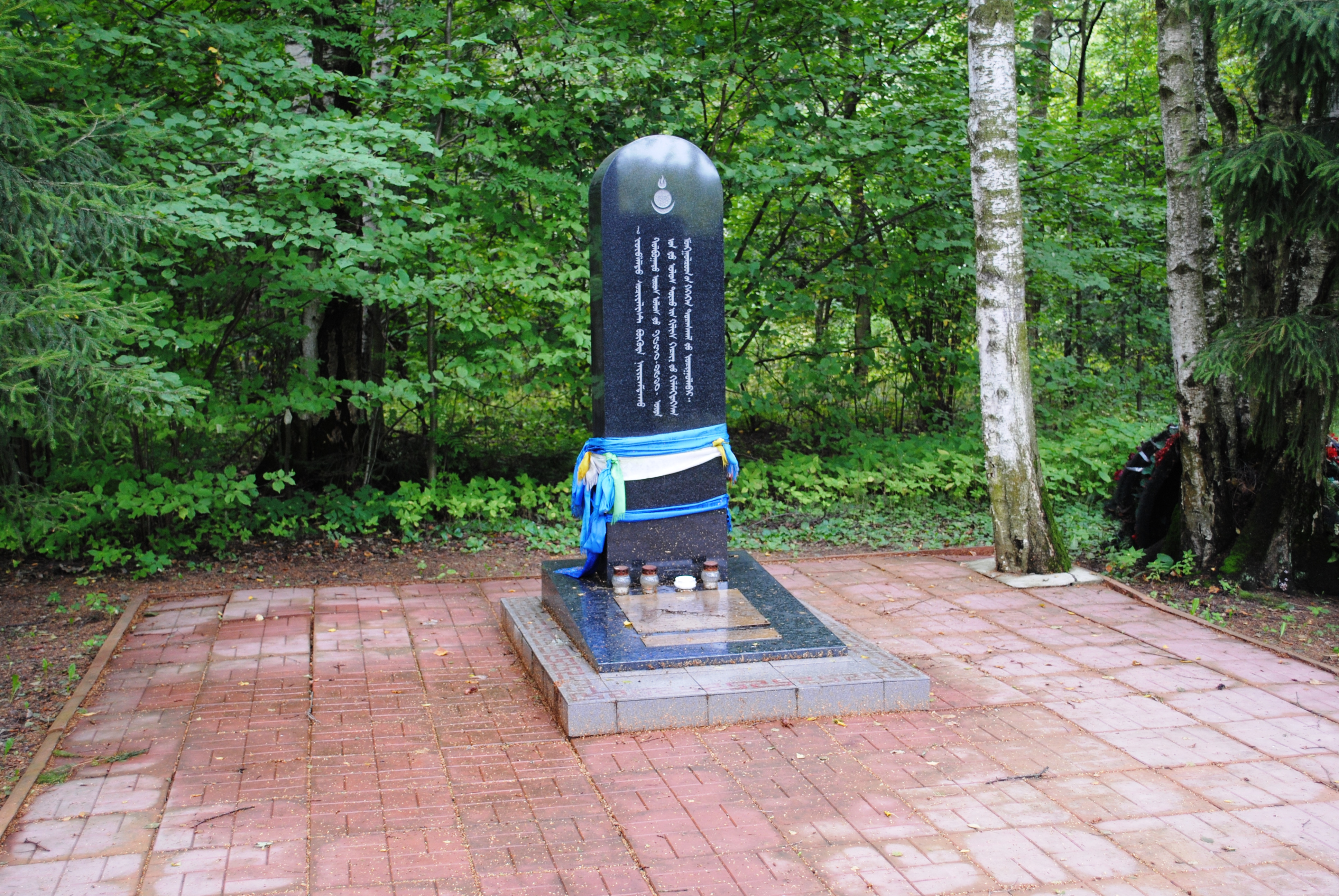
Memorial em forma de obelisco no campo de fuzilamento de Kommunarka em Moscou, Rússia, em homenagem às vítimas mongóis, incluindo Amar

Ironicamente, enquanto aguardava julgamento em Moscou, Amar foi preso com Luvsansharav, a mesma pessoa que o prendeu e que também foi vítima dos expurgos de Choibalsan pouco depois.
Em 10 de julho de 1941, Amar foi julgado por uma troika soviética e condenado à morte. Durante todo o julgamento, Amar insistiu que, se a República Popular da Mongólia fosse realmente uma nação independente, ele deveria ser julgado por um tribunal mongol. Suas últimas palavras registradas foram “é típico que quando uma grande potência coloniza um país pequeno, seus líderes são presos e perseguidos. Minha experiência pessoal demonstra esta atitude da URSS em relação à Mongólia”.
Ele foi imediatamente executado no campo de fuzilamento de Kommunarka perto de Moscou, seu corpo está enterrado lá.

## Reabilitação
Em 15 de dezembro de 1956, depois de revisar os expurgos de Stalin, os colegiados militares não encontraram evidências de que Amar tinha alguma culpa. Em 25 de janeiro de 1962, foi reabilitado, e em 26 de setembro de 1989, sua filiação ao PRPM restabelecida.